# Vexel Automoción
Vexel Automoción, vorher Vehículos Extremeños Especiales Ligeros, war ein spanischer Hersteller von Leichtfahrzeugen.

## Unternehmensgeschichte
Carlos Nunez war die treibende Kraft. Er war seit 1990 nach einem Motorradunfall auf einen Rollstuhl angewiesen und fand keinen geeigneten Personenkraftwagen. Deshalb entwickelte er selber ein Fahrzeug. Vehículos Extremeños Especiales Ligeros wurde 1997 gegründet. Als Orte sind in einer Quelle nur Madrid, in einer anderen Quelle Madrid und Badajoz angegeben. 2000 begann die Serienproduktion unter dem Markennamen Vexel. 2005 wurde das Unternehmen aufgelöst.
Das Nachfolgeunternehmen war Vexel Automoción. Eine Quelle nennt als Sitz Madrid, eine andere Badajoz. 2014 wurde dieses Unternehmen ebenfalls aufgelöst.
Die Fahrzeuge wurden auch in der Schweiz und in den USA angeboten.

## Fahrzeuge

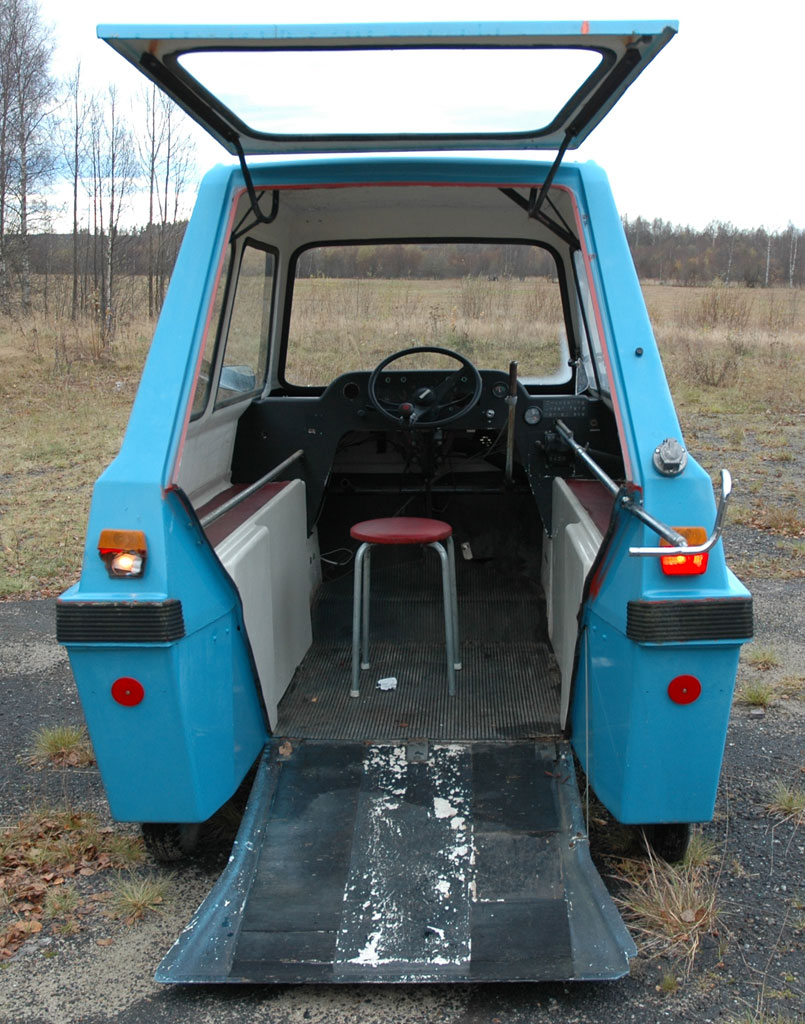
Das Fahrzeug hatte eine zweigeteilte Heckklappe, die das Hinein- und Herausrollen mit einem Rollstuhl ermöglicht, vergleichbar mit dem hier abgebildeten Fahrzeug eines anderen Herstellers.

Das einzige Modell war der Vexel Quovis. Die Fahrzeuge waren speziell auf die Bedürfnisse von Körperversehrten abgestimmt. Sie hatten einen Zweizylinder-Dieselmotor für die Versionen L4 und L8 sowie einen Vierzylinder-Ottomotor für den L15. Die Kraft übertrug bei allen Versionen ein stufenloses Keilriemengetriebe mit den Funktionen „Vorwärts“, „Rückwärts“ und „Neutral“. Der Quovis hat ein Fahrgestell aus Stahlrohren. Das Besondere am Quovis war, dass es sich um ein Behindertenfahrzeug handelte und der „Sitz“ der Rollstuhl war, mit dem der Fahrer durch die einzige Tür im Heck ins Fahrzeug und direkt ans Lenkrad gelangte. Das Fahrzeug war als Einsitzer 234 cm lang.
Eine Quelle aus dem Jahr 2000 nennt Ottomotoren mit 49 cm³ Hubraum und 5,4 PS sowie 125 cm³ Hubraum und 9,8 PS und außerdem einen Dieselmotor mit 600 cm³ Hubraum und 18 PS.
Laut einem Bericht des TÜV Nord vom 18. Dezember 2003 waren Kubota und Lombardini die Motorenlieferanten.
Eine Quelle aus dem Jahr 2006 gibt für die Ausführung L4 505 cm³ Hubraum, 5,4 PS, 45 km/h Höchstgeschwindigkeit und für die Ausführung L8 505 cm³ Hubraum, 1,8 PS, 7 km/h an. Es gab den Quovis auch als Zweisitzer.

## Stückzahlen
Zwischen 1998 und 2002 entstanden 55 Fahrzeuge. 2006 beliefen sich die Pläne auf 18.000 Fahrzeuge jährlich.